# Доня Трстениця
Доня Трстениця (хорв. Donja Trstenica) — населений пункт у Хорватії, у Сисацько-Мославинській жупанії у складі міста Глина.

## Населення
Населення за даними перепису 2011 року становило 0 осіб.
Динаміка чисельності населення поселення:

## Клімат
Середня річна температура становить 10,62 °C, середня максимальна – 25,20 °C, а середня мінімальна – -6,26 °C. Середня річна кількість опадів – 1020 мм.
| Клімат поселення                              | Клімат поселення | Клімат поселення | Клімат поселення | Клімат поселення | Клімат поселення | Клімат поселення | Клімат поселення | Клімат поселення | Клімат поселення | Клімат поселення | Клімат поселення | Клімат поселення | Клімат поселення |
| Показник                                      | Січ.             | Лют.             | Бер.             | Квіт.            | Трав.            | Черв.            | Лип.             | Серп.            | Вер.             | Жовт.            | Лист.            | Груд.            |                  |
| Середній максимум, °C                         | 7,01             | 8,84             | 13,30            | 17,54            | 22,03            | 25,20            | 24,24            | 23,54            | 19,98            | 15,06            | 9,25             | 5,26             |                  |
| Середня температура, °C                       | 0,38             | 2,21             | 6,65             | 10,90            | 15,40            | 18,58            | 20,26            | 19,54            | 15,99            | 11,06            | 5,27             | 1,27             |                  |
| Середній мінімум, °C                          | −6,26            | −4,44            | 0,02             | 4,28             | 8,75             | 11,94            | 16,28            | 15,56            | 12,00            | 7,08             | 1,27             | −2,72            |                  |
| Норма опадів, мм                              | 62               | 60               | 71               | 83               | 87               | 97               | 91               | 93               | 96               | 98               | 103              | 79               |                  |
| Середньомісячна швидкість вітру, м/с          | 1.65             | 1.80             | 2.20             | 2.10             | 1.90             | 1.79             | 1.70             | 1.60             | 1.56             | 1.60             | 1.70             | 1.70             |                  |
| Середньомісячна сонячна радіація, кДж/м²·день | 4264             | 6996             | 10580            | 15044            | 19264            | 21279            | 22438            | 19454            | 14286            | 8912             | 4716             | 3469             |                  |
| --------------------------------------------- | ---------------- | ---------------- | ---------------- | ---------------- | ---------------- | ---------------- | ---------------- | ---------------- | ---------------- | ---------------- | ---------------- | ---------------- | ---------------- |
| Джерело:                                      |                  |                  |                  |                  |                  |                  |                  |                  |                  |                  |                  |                  |                  |